# Avintia Racing
Avintia Racing, före 2012 By Queroseno Racing eller Team BQR är ett spanskt roadracingstall som tävlat i  flera VM-klasser i Grand Prix Roadracing. Sedan 2012 tävlar Avintia i högsta klassen MotoGP.

## Säsonger i sammanfattning från 2011
| Säsong | Klass  | Team-namn                    | Konstruktör | Motorcykel               | Förare           | VM- plac. | 1/2/3- platser | Anm.                 |
| ------ | ------ | ---------------------------- | ----------- | ------------------------ | ---------------- | --------- | -------------- | -------------------- |
| 2011   | Moto2  | Blusens-STX                  | FTR         |                          | Esteve Rabat     | 10        | - / - / 1      |                      |
| 2011   | Moto2  | Blusens-STX                  | FTR         | Yonny Hernandez          | 19               | - / - / - |                |                      |
| 2011   | Moto2  | Avintia-STX                  | FTR         | Kenny Noyes              | 28               | - / - / - |                |                      |
| 2011   | 125GP  | Pev-Blusens-SMX-Paris Hilton | Aprilia     |                          | Maverick Viñales | 3         | 4 / 2 / 3      |                      |
| 2011   | 125GP  | Pev-Blusens-SMX-Paris Hilton | Aprilia     | Sergio Gadea             | 9                | - / - / 2 | GP 1-13        |                      |
| 2011   | 125GP  | Pev-Blusens-SMX-Paris Hilton | Aprilia     | Josep Rodriguez          | 32               | - / - / - | GP 14-18       |                      |
| 2012   | MotoGP | Avintia Blusens              | BQR-FTR     |                          | Yonny Hernandez  | 17        | - / - / -      |                      |
| 2012   | MotoGP | Avintia Blusens              | BQR-FTR     | Ivan Silva               | 23               | - / - / - |                |                      |
| 2012   | Moto2  | Blusens Avintia              | Suter       |                          | Julian Simon     | 13        | - / 1 / 1      |                      |
| 2012   | Moto3  | Blusens Avintia              | FTR Honda   |                          | Maverick Viñales | 3         | 5 / 2 / -      |                      |
| 2013   | MotoGP | Avintia Blusens              | FTR         |                          | Héctor Barberá   | 16        | - / - / -      |                      |
| 2013   | MotoGP | Avintia Blusens              | FTR         | Hiroshi Aoyama           | 13               | - / - / - |                |                      |
| 2013   | Moto2  | Blusens Avintia              | Kalex       |                          | Toni Elías       | 21        | - / - / -      | GP 1-12              |
| 2013   | Moto2  | Blusens Avintia              | Kalex       | Kyle Smith               | -                | - / - / - | GP 1-10        |                      |
| 2013   | Moto2  | Blusens Avintia              | Kalex       | Ezequiel Iturrioz        | -                | - / - / - | GP 13-18       |                      |
| 2013   | Moto2  | Blusens Avintia              | Kalex       | Dani Rivas               | -                | - / - / - | GP 11-12       |                      |
| 2013   | Moto2  | Blusens Avintia              | Kalex       | Alex Mariñelarena        | 27               | - / - / - | GP 14-18       |                      |
| 2014   | MotoGP | Avintia Racing               | Avintia     |                          | Héctor Barberá   | 18        | - / - / -      | GP 1-13              |
| 2014   | MotoGP | Avintia Racing               | Ducati      | Desmosedici GP 14 "Open" | Héctor Barberá   | 18        | - / - / -      | GP 14-18             |
| 2014   | MotoGP | Avintia Racing               | Avintia     |                          | Mike Di Meglio   | 25        | - / - / -      |                      |
| 2015   | MotoGP | Avintia Racing               | Ducati      | Desmosedici GP 14 "Open" | Héctor Barberá   | 15        | - / - / -      | 1:a i Open-kategorin |
| 2015   | MotoGP | Avintia Racing               | Ducati      | Desmosedici GP 14 "Open" | Mike Di Meglio   | 24        | - / - / -      |                      |
| 2016   | MotoGP | Avintia Racing               | Ducati      | Desmosedici GP 14.2      | Héctor Barberá   | 10        | - / - / -      |                      |
| 2016   | MotoGP | Avintia Racing               | Ducati      | Desmosedici GP 14.2      | Loris Baz        | 20        | - / - / -      |                      |
| 2017   | MotoGP | Reale Avintia Racing         | Ducati      |                          | Héctor Barberá   | 22        | - / - / -      |                      |
| 2017   | MotoGP | Reale Avintia Racing         | Ducati      | Loris Baz                | 18               | - / - / - |                |                      |
| 2018   | MotoGP | Reale Avintia Racing         | Ducati      |                          | Tito Rabat       | 19        | - / - / -      | GP 1-12              |
| 2018   | MotoGP | Reale Avintia Racing         | Ducati      | Xavier Siméon            | 27               | - / - / - |                |                      |
| 2018   | MotoGP | Reale Avintia Racing         | Ducati      | Jordi Torres             | 28               | - / - / - | GP 14-19       |                      |
| 2019   | MotoGP | Reale Avintia Racing         | Ducati      |                          | Tito Rabat       | 20        | - / - / -      |                      |
| 2019   | MotoGP | Reale Avintia Racing         | Ducati      | Karel Abraham            | 24               | - / - / - |                |                      |
| 2020   | MotoGP | Esponsorama Racing           | Ducati      |                          | Tito Rabat       |           |                |                      |
| 2020   | MotoGP | Esponsorama Racing           | Ducati      | Johann Zarco             |                  |           |                |                      |